# Palmerston North
Palmerston North är en stad i regionen Manawatū-Whanganui på Nordön i Nya Zeeland.